# Wilfried Klöser
Wilfried Klöser (* 1. April 1938 in Ottewig; † 2019) war ein deutscher Ingenieur und Volkskammerabgeordneter für den Freien Deutschen Gewerkschaftsbund (FDGB).

## Leben
Klöser stammte aus dem Freistaat Sachsen und war der Sohn einer Arbeiterfamilie. Nach dem Besuch der Grundschule und der Zentralschule wechselte er an die Berufsschule. Danach schloss er 1952 eine zweijährige Lehre zum Maschinenschlosser an. Von 1954 bis 1957 besuchte Klöser die Ingenieurschule für Walzwerk- und Schmiedetechnik in Riesa, die er als Ingenieur abschloss. Später wurde er Betriebsingenieur im VEB Schmiedewerke Roßwein. Er lebte in Zschaitz im Kreis Döbeln.

## Politik
Klöser trat 1952 in den FDGB ein und wurde in die Abteilungsgewerkschaftsleitung (AGL) aufgenommen. 1960 wurde er Mitglied der SED. In den fünf Wahlperioden von 1963 bis 1986 war er Mitglied der FDGB-Fraktion in der Volkskammer der DDR.

## Auszeichnungen
- Aktivist